# Eleição municipal de Porto Velho em 2020
A eleição municipal da cidade de Porto Velho em 2020 ocorreu no dia 15 de novembro (primeiro turno) e 29 de novembro (segundo turno), com o objetivo de eleger um prefeito, um vice-prefeito e 21 vereadores responsáveis pela administração da cidade, que teve início em 1° de janeiro de 2021 e com término em 31 de dezembro de 2024. Este processo eleitoral foi marcado pela intensa sucessão para o cargo ocupado pelo atual prefeito Hildon Chaves, do PSDB, que estava apto para concorrer à reeleição, com 16 candidaturas de heterogêneos partidos políticos da cidade de Porto Velho (inicialmente, 17 disputariam a eleição, pois Mauro Nazif, do PSB, retirou sua candidatura). Hildon foi reeleito no segundo turno.
Originalmente, as eleições ocorreriam em 4 de outubro (primeiro turno) e 25 de outubro (segundo turno) (para cidades acima de 200 mil habitantes), porém, com o agravamento da pandemia do novo coronavírus (SARS-CoV-2), causador da Covid-19, as datas foram modificadas com a promulgação da Emenda Constitucional nº 107/2020.

## Contexto político e pandemia

### Eleição pandêmica: Campanha nas redes e atividades remotas
As eleições municipais de 2020 foram marcadas, antes mesmo de iniciada a campanha oficial, pela pandemia do coronavírus SARS-CoV-2 (causador da COVID-19), o que fizeram com que os partidos remodelem suas metodologias de pré-campanha. O Tribunal Superior Eleitoral (TSE) autorizou os partidos a realizarem as convenções para escolha de candidatos aos escrutínios por meio de plataformas digitais de transmissão, para evitar aglomerações que possam proliferar o vírus. Alguns partidos recorreram a mídias digitais para lançar suas pré-candidaturas. 

### Fim das coligações proporcionais e recorde de candidaturas
Além disso, a partir deste pleito, foi colocada em prática a Emenda Constitucional 97/2017, que proíbe a celebração de coligações partidárias para as eleições legislativas, o que podia gerar um inchaço de candidatos ao legislativo
Conforme reportagem publicada pelo jornal Brasil de Fato em 11 de fevereiro de 2020, o país ultrapassou a marca de 1 milhão de candidatos a prefeito, vice-prefeito e vereador neste escrutínio, o que não seria necessariamente bom, na opinião do professor Carlos Machado, da UnB (Universidade de Brasília): “Temos o hábito de criticar de forma intensa a coligação partidária, sem parar para refletir sobre os elementos positivos dela. O número de candidatos que um partido pode apresentar numa eleição, varia se ele estiver dentro de uma coligação, porque quando os partidos participam de uma coligação, eles são considerados como um único partido", afirmou Machado na reportagem.

## Candidaturas[1]
| Pré-candidato(a)       | Nº | Partido       | Vice                               | Coligação                                                         |
| ---------------------- | -- | ------------- | ---------------------------------- | ----------------------------------------------------------------- |
| Lindomar Garçon        | 10 | Republicanos  | Cabo Milene Barreto (Republicanos) | Sem coligação                                                     |
| Cristiane Lopes        | 11 | PP            | Delegado Pedro Mancebo (PROS)      | "Juntos por Amor a Porto Velho" - PP - PROS                       |
| Ramon Cujuí            | 13 | PT            | Dr Lhano (PT)                      | Sem coligação                                                     |
| Leonel Bertolin        | 14 | PTB           | Dr. Ivo Benitez (DC)               | "A Melhor Opção para Porto Velho" - PTB - DC                      |
| Pimentel               | 15 | MDB           | Marco Antônio (MDB)                | Sem coligação                                                     |
| Geneci Gonçalves       | 16 | PSTU          | Vitor Rocha (PSTU)                 | Sem coligação                                                     |
| Sargento Eyder Brasil  | 17 | PSL           | Tenente Costa (PSL)                | Sem coligação                                                     |
| Edvaldo Soares         | 20 | PSC           | Rosi Muniz (PSC)                   | Sem coligação                                                     |
| Vinicius Miguel        | 23 | Cidadania     | Heline Braga (Cidadania)           | "Porto Velho em Boas Mãos" - Cidadania - REDE - PDT               |
| Pastor Leonardo Luz    | 28 | PRTB          | Romano Morey (PRTB)                | Sem coligação                                                     |
| Hildon Chaves          | 45 | PSDB          | Mauricio Carvalho (PSDB)           | "O Trabalho Continua" - PSDB - PSD - PL - DEM                     |
| Pimenta de Rondônia    | 50 | PSOL          | Pastor Raimundo (PSOL)             | Sem coligação                                                     |
| Samuel Costa           | 65 | PCdoB         | Professor Pantera (PCdoB)          | Sem coligação                                                     |
| Dr. Breno Mendes       | 70 | Avante        | Pastor Jozinelio (Patriota)        | "Do Povo para o Povo" - Avante - Patriota                         |
| Coronel Ronaldo Flores | 77 | Solidariedade | Pastora Cila (PV)                  | "Um Novo Tempo para Porto Velho" - Solidariedade - PV - PSB - PMN |

## Resultados

### Prefeitura
Fonte: TSE
| Candidato(a)                           | Vice                               | 1º turno 15 de novembro de 2020 | 1º turno 15 de novembro de 2020 | 2º turno 29 de novembro de 2020 | 2º turno 29 de novembro de 2020 |
| Candidato(a)                           | Vice                               | Votos                           | Porcentagem                     | Votos                           | Porcentagem                     |
| -------------------------------------- | ---------------------------------- | ------------------------------- | ------------------------------- | ------------------------------- | ------------------------------- |
| Hildon Chaves (PSDB)                   | Maurício Carvalho (PSDB)           | 74.728                          | 34,01%                          | 109.992                         | 54,45%                          |
| Cristiane Lopes (PP)                   | Delegado Pedro Mancebo (PROS)      | 31.461                          | 14,32%                          | 92.015                          | 45,55%                          |
| Vinícius Lopes (Cidadania)             | Heline Braga (Cidadania)           | 29.369                          | 13,36%                          | Não participaram                | Não participaram                |
| Dr. Breno Mendes (Avante)              | Pastor Jozinélio (Patriota)        | 25.270                          | 11,50%                          | Não participaram                | Não participaram                |
| Coronel Ronaldo Flores (Solidariedade) | Pastora Cila (PV)                  | 16.750                          | 7,62%                           | Não participaram                | Não participaram                |
| Lindomar Garçon (Republicanos)         | Cabo Milene Barreto (Republicanos) | 12.061                          | 5,49%                           | Não participaram                | Não participaram                |
| Pimentel (MDB)                         | Marco Antônio (MDB)                | 8.195                           | 3,73%                           | Não participaram                | Não participaram                |
| Ramon Cujuí (PT)                       | Dr Lhano (PT)                      | 7.069                           | 3,22%                           | Não participaram                | Não participaram                |
| Sargento Eyder Brasil (PSL)            | Tenente Costa (PSL)                | 5.620                           | 2,56%                           | Não participaram                | Não participaram                |
| Edvaldo Soares (PSC)                   | Rosi Muniz (PSC)                   | 4.154                           | 1,89%                           | Não participaram                | Não participaram                |
| Leonel Bertolin (PTB)                  | Dr. Ivo Benítez (DC)               | 1.624                           | 0,74%                           | Não participaram                | Não participaram                |
| Samuel Costa (PCdoB)                   | Professor Pantera (PCdoB)          | 1.229                           | 0,56%                           | Não participaram                | Não participaram                |
| Pimenta de Rondônia (PSOL)             | Pastor Raimundo (PSOL)             | 1.180                           | 0,54%                           | Não participaram                | Não participaram                |
| Pastor Leonardo Luz (PRTB)             | Romano Morey (PRTB)                | 741                             | 0,34%                           | Não participaram                | Não participaram                |
| Geneci Gonçalves (PSTU)                | Vítor Rocha (PSTU)                 | 298                             | 0,14%                           | Não participaram                | Não participaram                |
| Total de votos válidos                 | Total de votos válidos             | 219.749                         | 100%                            | 202.007                         | 100%                            |
| → Votos válidos                        | → Votos válidos                    | 219.749                         | 91,11%                          | 202.007                         | 92,15%                          |
| → Votos brancos                        | → Votos brancos                    | 8.630                           | 3,58%                           | 5.845                           | 2,67%                           |
| → Votos nulos                          | → Votos nulos                      | 12.801                          | 5,31%                           | 11.353                          | 5,18%                           |
| Total de votos                         | Total de votos                     | 241.180                         | 100%                            | 219.205                         | 100%                            |